# Lumbrinerides uebelackerae
Lumbrinerides uebelackerae is een borstelworm uit de familie Lumbrineridae. Het lichaam van de worm bestaat uit een kop, een cilindrisch, gesegmenteerd lichaam en een staartstukje. De kop bestaat uit een prostomium (gedeelte voor de mondopening) en een peristomium (gedeelte rond de mond) en draagt gepaarde aanhangsels (palpen, antennen en cirri).
Lumbrinerides uebelackerae werd in 2001 voor het eerst wetenschappelijk beschreven door Carrera-Parra.